# Dawca (powieść)
Dawca (ang. The Giver) – powieść autorstwa Lois Lowry z gatunku soft science fiction oraz dystopii. Książka wchodzi w skład tzw. Kwartetu, czterech powieści rozgrywających się w jednym utopijnym uniwersum. Kolejne części to Skrawki błękitu, Posłaniec oraz Syn. 

## Polskie wydania
W Polsce książka ukazała się pierwotnie w 2003 roku nakładem wydawnictwa Media Rodzina w tłumaczeniu Piotra Szymczaka. Nowe wydanie, przygotowane przez wydawnictwo Galeria Książki przed premierą filmu, trafiło na półki księgarń w sierpniu 2014 roku.

## Opis fabuły
Akcja rozgrywa się w bliżej nieokreślonej przyszłości. Głównym bohaterem jest Jonasz, dwunastoletni chłopiec, członek niewielkiej społeczności, która początkowo przedstawiana jest jako utopia, a następnie, wraz z rozwojem akcji, jako antyutopia. W społeczności tej nikt nie odczuwa bólu czy zmęczenia, nikt nie doświadcza też jednak miłości i przyjaźni, nie widzi kolorów ani nie przechowuje wspomnień o dawnych czasach.
Jonasz zostaje wybrany jako nowy Odbiorca Wspomnień i otrzymuje specjalne szkolenia od Dawcy. Owe szkolenia polegają na przekazywaniu Jonaszowi przez Dawcę wspomnień, ponieważ z założenia Odbiorca ma być jedyną osobą w społeczności przechowującą pamięć o minionych chwilach. Dzięki odebranym wspomnieniom Jonasz zaczyna dostrzegać kolory, a później także czuć.
Wraz z postępem szkoleń Jonasz zaczyna dostrzegać nie tylko wady, ale nawet okrucieństwo otaczającej go społeczności.
Równocześnie przedstawiona jest relacja chłopca z rodziną. W domu Jonasza poruszane są jedynie niektóre tematy, wiele ważnych spraw zostaje przemilczanych. Konwersacje członków rodziny odbywają się głównie przy posiłkach i najczęściej dotyczą przyszłości Jonasza oraz jego młodszej siostry, Lilii.

## Bohaterowie
- Jonasz (ang. Jonas) – jedenastolatek, w trakcie akcji powieści staje się dwunastolatkiem. Zostaje wybrany na nowego Odbiorcę Wspomnień w swojej społeczności. W swojej komórce rodzinnej żyje z rodzicami i młodszą siostrą.
- Dawca – najważniejsza osoba w społeczności. Odczuwa ból, miłość, widzi kolory, czego nie potrafi nikt inny. Jego córka, Rosemary, została wybrana na nowego Odbiorcę Wspomnień dziesięć lat przed Jonaszem, jednak jej proces szkolenia zakończył się niepowodzeniem.
- Lilia (ang. Lily) – siedmioletnia (później ośmioletnia) siostra Jonasza. Uwielbia dzieci.
- Gabriel – niemowlak, którym przez pewien czas opiekuje się rodzina Jonasza. Ma jasnoniebieskie oczy.
- Ojciec Jonasza
- Matka Jonasza

## Nagrody i wyróżnienia
- 1993: A Boston Globe-Horn Book Honor Book[4]
- 1994: Newbery Medal[5]
- 1994: Regina Medal[6]
- 1996: William Allen White Children's Book Award[7]
- Klasyfikacja na listach Stowarzyszenia Bibliotek Amerykańskich: "Best Book for Young Adults", "Notable Children's Book" oraz "100 Most Frequently Challenged Books of 1990–2000"
- Booklist Editors' Choice
- A School Library Journal Best Book of the Year

## Adaptacje
W 2006 roku godzinną sztukę będącą adaptacją książki wystawił Oregon Children's Theatre mieszczący się w Portland. Reżyserem spektaklu był Eric Coble. Później sztuka pokazywana była również na deskach The Coterie Theatre (Missouri), First Stage (Wisconsin), Nashville Children's Theatre (Tennessee), People's Light and Theatre (Pensylwania), Theatre of Youth (Buffalo), oraz Stages Repertory (Teksas).
Diana Basmajian zaadaptowała Dawcę i stworzyła pełnometrażową sztukę. Premiera odbyła się również w 2006, w Prime Stage Theatre.
Prawa do kinowej ekranizacji Dawcy zakupił Jeff Bridges. Aktor pierwotnie chciał umieścić w roli tytułowego bohatera swojego nieżyjącego już ojca, Lloyda Bridgesa. Produkcja w reżyserii Phillipa Noyce'a rozpoczęła się w 2013 roku przy wsparciu studia The Weinstein Company oraz wytwórni Walden Media, a główne role otrzymali Meryl Streep, Brenton Thwaites, Alexander Skarsgård, Odeya Rush, Katie Holmes oraz Taylor Swift. Film zadebiutował w Stanach Zjednoczonych 15 sierpnia 2014 roku. W Polsce film Dawca pamięci swoją premierę miał tydzień później, 22 sierpnia.